# St-Aaron (Saint-Malo)

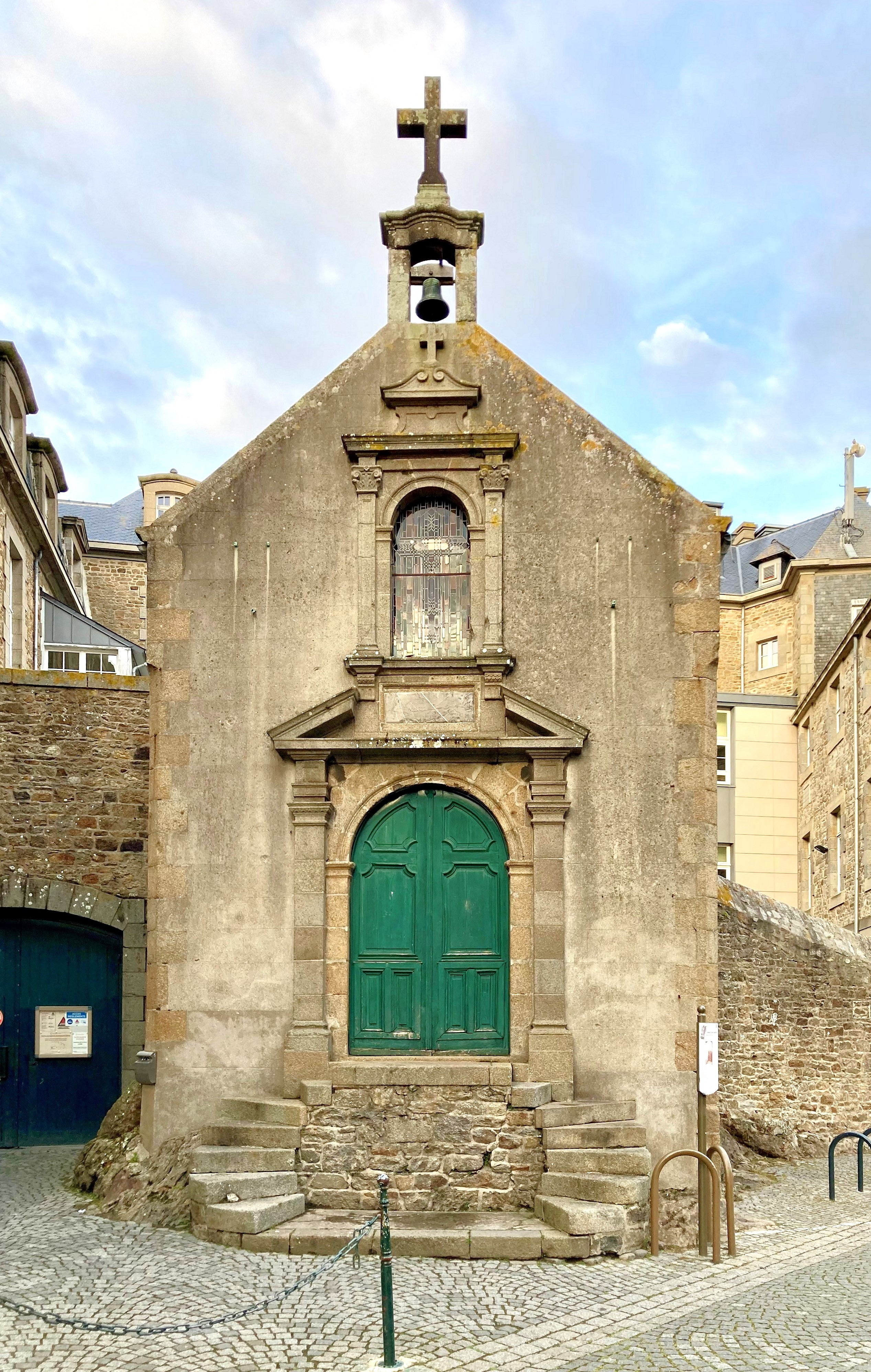
Die Kapelle St-Aaron

St-Aaron ist eine römisch-katholische Kapelle in Saint-Malo im Département Ille-et-Vilaine in der Bretagne. Die Kapelle ist seit dem Jahr 1946 als Monument historique eingestuft.

## Geschichte
Die Kapelle St-Aaron ersetzt einen spätmittelalterlichen Vorgängerbau aus dem 15. Jahrhundert und wurde an der höchsten Stelle innerhalb der Altstadt von Saint-Malo über dem Felsen errichtet, wo der heilige Aaron im 6. Jahrhundert als Eremit gelebt haben soll. Der heutige Kapellenbau, ein bescheidener barocker Saalbau, wurde im Jahr 1621 geweiht. Die Kapelle ist heute Teil des Lycée L'Institution.